# S4 League
 (juin 2018).
S4 League est un jeu de tir à la 3e personne (Third-person shooter) développé par Pentavision. Le jeu est diffusé en Europe et en Amérique du Nord par le portail de jeux Aeria Games, et en Corée par Neowiz .
Le 29 avril 2021 le studio Aeria Games annonce la fermeture définitive des serveurs S4 League.
Le 13 février 2025, Le studio d'édition et de développement de jeux vidéo coréen Valofe (qui a acquis pmang) annonce le retour du jeu.

## Mode de jeu
À mi-chemin entre un TPS (Third-person shooter) classique et un jeu de football américain, S4 League mêle habileté et esprit d'équipe. Ce gameplay est caractérisé par la possibilité de faire des mouvements à la Matrix, comme des sauts sur les murs (Walljump), ou des sprints (Dash). Le joueur a la possibilité de créer jusqu'à 3 personnages différents au fur et à mesure de sa progression dans le jeu.
Douze modes de jeu sont proposés : Deathmatch (DM), Touchdown (TD), Chaser, Battle Royal (BR), Arcade, Tutorial, Captain, Siège, scenario, Conquest, Warfare et Arena
Il existe trois styles de jeux différents :
- Unlimited (Armes à feu et armes de corps à corps)
- Only swords (Uniquement corps à corps)
- Only guns (Uniquement armes à feu)

### Modes de jeu

#### Arcade Mode
Apparu lors du 15e patch, l'arcade mode est un mode PvE, composé de 8 niveaux, où vous retracez l'histoire de l'académie eSper League. Ce mode est jouable jusqu'à 4 joueurs et possède plusieurs niveaux de difficultés.
Une récompense est offerte à chaque fois que le joueur fini les 8 niveaux.
Ce mode s'est également enrichi de l'ajout d'un mode "Conquête", une sorte de Tower defense où les joueurs doivent coopérer afin de repousser les assauts ennemis. De plus, le mode "Tutoriel" vous apprendra à manier les diverses armes de S4 League (il n'est pas nécessaire de les posséder pour accéder au tutoriel).

#### Deathmatch
Le mode deathmatch est un mode récurrent dans la plupart des FPS (First-person shooter) et des TPS. La particularité de S4 League est que ce mode se pratique uniquement en équipe, chacune étant composée de 1 à 8 joueurs.
L'objectif pour gagner la partie dans ce mode est d'éliminer le plus de joueurs de la team adverse (faire le plus de frags dans le jargon des gamers).

#### Touchdown
En mode TouchDown, comme en DeathMatch, deux équipes s'affrontent, mais le but n'est pas de faire le plus de frags. Il s'agit d'un Capture the Flag quelque peu modifié : les équipes doivent se disputer la balle (appelée Fumbi) pour la placer dans les buts adverses.
Dans ce mode, l'équipe gagnante est celle qui a marqué le plus de touchdowns. En cas d'égalité, l'équipe gagnante est celle qui a le plus de points (gagnés essentiellement grâce aux frags).
Toutefois, s'il y a égalité sur les points ET sur les TD (situation très rare), l'équipe Alpha gagne automatiquement.

#### Chaser
C'est un mode peu commun, car très peu répandu dans les FPS ou TPS. On peut apparenter ce mode au mode mastodonte de Halo 3.
Le principe de jeu est simple : seul contre tous. Au début de chaque manche, un joueur est désigné au hasard pour devenir le chaser, c'est-à-dire un chasseur surpuissant.
Il y a donc deux possibilités : être le chasseur, ou la cible. Le but des deux camps est donc différent.
Le chaser obtient le soutien d'un guerrier squelette le rendant beaucoup plus puissant. Les dégâts infligés sont augmentés, les dégâts reçus sont amoindris, sa vitesse est augmentée et le temps de recharge de ses armes à feu est réduit. Son but est d'éliminer tous les autres joueurs (jusqu'à 11 adversaires au maximum) dans le temps imparti. Le seul malus de ce rôle est une vision plus foncée qu'à l'habitude (sauf en mode graphique low), ce qui peut perturber les déplacements.(On notera de plus l'impossibilité au chaser de changer son angle de vue.)
Pour la cible, le but est double : survivre au chaser et lui infliger le plus de dégâts possible, voire le tuer. Il faut donc jouer personnel, pour sa propre survie, et collectif, pour essayer de tuer l'unique adversaire ; il n'est toutefois pas obligatoire de tuer le chaser, le but premier restant de survivre.
Le meilleur joueur est ciblé au début de chaque manche. Ainsi, le premier de l'équipe sera ciblé en premier, le deuxième après la mort du premier, etc. Attention : la cible est toujours visible des autres joueurs (et plus particulièrement du Chaser), même si elle est invisible ou derrière un obstacle. Le Chaser n'est pas obligé de tuer la cible, mais lorsque celle-ci est supprimée, il gagne le double de points (donc 4).
Dans ce mode, le système de points est différent des autres modes, étant donné qu'il est basé sur les dégâts infligés et le taux de survie en priorité.
Il existe certaines formes différentes du Chaser comme le Joker, Alice, Ophelia, Lilith... Chaque forme vient donner un bonus au joueur en échange d'un malus, par exemple une augmentation de la vitesse de rechargement ou une immunité aux stuns au détriment de la vitesse de déplacement.

#### Battle Royal
Ce mode est une sorte de deathmatch sans équipes. Cependant, contrairement à la vraie Battle Royal dans la plupart des jeux, S4 League donne au joueur la possibilité de rejouer après sa mort (il n'y a pas de manches comme dans le mode Chaser).
Dans ce mode, le joueur se retrouve tout seul contre d'autres joueurs, le 1er de la salle est ciblé et rapporte des points supplémentaires(5) s'il est tué (à l'instar du mode Chaser). Le gagnant est celui qui a le plus de points à la fin du match.

#### Captain Mode
Au début de chaque manche, les joueurs sont ornés d'une couronne et sont des capitaines. Les capitaines possèdent de 500 à 1500 points de vie selon le nombre de joueurs dans les équipes (afin d'équilibrer celles-ci). Le but est d'éliminer tous les capitaines ennemis dans le temps imparti. Lorsqu'un capitaine est tué, il perd sa couronne et devient un joueur "normal". Il peut toujours aider ses coéquipiers mais dispose alors de ses points de vie habituel, et peut voir la position des capitaines ennemis. Si le temps est écoulé, c'est l'équipe à qui il reste le plus de capitaines qui remporte la manche. En cas d'égalité, c'est l'équipe qui a le plus de points qui gagne.
Le nombre de capitaines restant est indiqué à côté du temps imparti et le nombre de manches remportées dans le menu d'état de la partie (Touche Tab).

#### Tutorial
C'est le seul mode de jeu non multijoueur. Ce mode permet d'apprendre les bases du jeu.

#### Conquest
C'est un mode de jeu où l'on doit défendre sa base contre plusieurs vagues d'ennemis (8 vagues).

#### Siege Mode
Ce mode est une sorte de Capture du Drapeau. Trois zones dans la carte sont à capturer en laissant son personnage à l'intérieur d'un carré un certain temps. Dans ce mode, le joueur doit capturer les zones (1,2,3) adverses, défendre les zones de son équipe, récupérer les bonus laissés aléatoirement lors de la capture d'une zone (PEN+, SP+, 30HP+, 5EXP+, 1 PT EQUIPE), et bien sûr, éliminer chaque adversaire. Comme dans un DM, vous réapparaissez après votre mort.

### Système de points
Dans S4 League, les points acquis lors d'une partie dépendent de l'utilité et de la difficulté des actions réalisées. Ainsi, en mode touchdown, les actions concernant le jeu avec le fumbi sont récompensées par un nombre de points plus important.
Liste des points reçus en fonction de l'action
| Action                                    | Réalisée | Aidée |
| ----------------------------------------- | -------- | ----- |
| Marquer un touchdown (TD Points)          | 10       | 5     |
| Tuer le porteur de fumbi (Defense Points) | 4        | 2     |
| Tuer en portant le fumbi (Offense Points) | 4        | 2     |
| Tuer (Kill Points)                        | 2        | 1     |
| Soigner (Heal Points)                     | 2        |       |
| Prendre le fumbi                          | 2        |       |
| Capturer une base (Siege Mode)            | 5        | 2     |

Spéciaux
| Tuer la cible                | Mode Chaser : 4                   | Mode Battle Royal : 5                              |                       |
| Points après rounds (Chaser) | Si tout le monde est mort : Aucun | S'il reste au moins 1 survivant autre que vous : 5 | Si vous survivez : 15 |

### Système communautaire
S4 League inclut plusieurs fonctions basiques communautaires permettant de créer des liens entre joueurs comme la liste d'amis, par exemple. Mais certaines sont spécifiques.

#### Clan
Tout le monde est libre d'en créer (Niveau 5 minimum), ou d'en joindre un. Il s'agit d'un groupe de joueurs liés, qui passent du temps en ligne ensemble, en s'entraînant ou en combattant d'autres Clan. Quelquefois, des tournois entre clans sont organisés. Ils ont un serveur dédié, le "Clan Channel".
Afin de pouvoir se classer dans le classement des 50 premiers clans mondiaux, il faut acquérir des points en faisant des combats de clan contre clan. Votre score dans la partie sera directement transféré en points pour le clan . Le nombre de joueurs dans un même clan est limité à 300.

#### Combi
Les combis permettent aux joueurs expérimentés d'aider les joueurs débutants. Il s'agit d'un système de parrainage avancé: le parrain (celui au niveau plus élevé) gagnera 1 point EXP, qui vient remplir la jauge Combi Master, à chaque fois que son filleul (celui au niveau plus bas) monte d'un niveau, entre les niveaux 0 et 20. De plus le parrain doit être au-dessus du niveau 13.
Le Combi Master fourni des vêtements illimités jusqu'au niveau 36 de puissance basique.
Lorsque le parrain et le filleul font un match ensemble dans la même équipe du début jusqu'à la fin, ils gagnent tous deux un bonus d'expérience.

#### Système de MP
Le système de MP (Message Privé) est accessible en cliquant sur l'icône représentant une enveloppe, en haut à droite, dans le lobby. Il permet d'envoyer un court message à un joueur dont on a le pseudo. À la différence du mode Whisper traditionnel (/w dans la barre de chat), le destinataire n'est pas obligé d'être connecté au jeu au moment de l'envoi. Il pourra consulter le message dans sa Boîte de Réception à sa connexion. Le système coûte 10 PEN par envoi.
Les messages d'informations du Clan se font maintenant par MP.

#### Cadeaux
Il est possible d'offrir des objets à d'autres joueurs en utilisant la fonction Cadeau du Shop (un objet que vous possédez ne peut pas être envoyé). Une fois l'objet acheté, il sera directement envoyé au bénéficiaire qui les recevra dans la boîte de réception, avec ses MP. Ce système est gratuit mais est réservé aux objets achetés avec des AP (nécessitant de l'argent réel).

### Boutique

#### Coupon Shop
Les points de coupons sont la monnaie de cette partie de la boutique de S4, il est possible d'en obtenir via les G's Capsules et les I's Capsules 2/3/5 coupons par capsule. Elles peuvent être utilisés aux FumbiShop (RandomShop) contre 50 coupons. Mais, tout reste hasardeux.

#### Premium Shop
La monnaie de cette section de la boutique se nomme Aeria points (AP) , il est possible d'en obtenir via trois moyens :
- L'achat contre de l'argent réel
- Remporter un tournoi officiel si celui-ci offre des APs en récompense.
- Un event officiel d's4 league

Les AP permettent d'acheter des armes/vêtements/G's capsules plus puissant que ceux achetés via le PEN shop.

#### Home Shop
C'est dans cette section que vous trouverez les G's capsules, les I's capsules, ainsi que les sets, tout à l'exception des I's capsules sont achetable en AP.

#### AP Shop
Les AP (Aeria points) peuvent être obtenus sur le site officiel S4 League. Ils servent à acheter de meilleurs objets (armes, costumes, accessoires). Leurs styles, leurs effets et leur durée peuvent être choisis. Ainsi, une arme achetée dans le AP Shop sera bien plus puissante qu'une basique achetée dans le PEN Shop.
Les AP servent également à acheter des Capsules ou accessoires utiles. Ils peuvent s'acheter par carte, paypal, sms, téléphone, virement, etc. Leur prix peut varier mais on peut dire que 1000 AP coûtent environ 1 €. Les objets de cette boutique permettent de valoriser les joueurs ayant payé en argent réel en échange de monnaie réelle, ce qui crée un déséquilibre et aggrave les relations entre joueurs. C'est une stratégie marketing commune à la majorité des Free-to-Play coréens.

#### PEN Shop
La monnaie virtuelle du jeu est appelée PEN (Pentavision Points). Les PEN se gagnent en montant de niveau (la somme gagnée dépendant du niveau), en accomplissant des missions hebdomadaires, en achetant des G's capsules ou I's capsules, en complètement le mode Arcade et en terminant ses matchs (le montant, ici, dépendra du score et du temps passé dans le match). De plus, chaque compte possède une bourse de départ de 30 000 PEN à laquelle s'ajoute les 5 000 PEN de la complétion du Tutoriel de départ. Ils vous permettent d'acheter des objets (armes, habits, skills) dans le PEN shop. Toutefois, ces objets sont basiques, c'est-à-dire à leur plus bas niveau.
Dans cette boutique, toutes les armes (hormis la Submachine gun et la Plasma sword) ainsi que tous les skills (sauf half HP Mastery) peuvent être obtenus gratuitement pendant une durée de 5 à 30 heures de jeu lors de leur premier achat après avoir complété une Licence. La Licence peut être refaite plusieurs fois si elle n'est pas réussie.
Les skills ne sont en vente que dans cette boutique.
Ces licences ont été abandonnées par alaplaya, car certains joueurs n'arrivaient pas à les passer. Maintenant, les armes et les skills de la PEN Shop sont payantes dès le premier achat. Cette décision, de la part d'alaplaya, a pour conséquence de rendre des armes ou des skills très rares (gauss riffle, spark riffle...).

#### Fumbi Shop (Random Shop)
Le Fumbi Shop est une boutique spéciale au fonctionnement particulier : après avoir payé une certaine somme de PEN (1000 pour les T-shirt - pantalon, 600 pour les gants - chaussures et 1500 pour les armes), une fenêtre avec différents objets, stats, et durée un Fumbi aspire des objets au hasard et le dernier objet restant est gagné, les objets ont des effets et une durée d'utilisation aléatoires. Au bout de nombreux essais, le Fumbi peut vous accorder un essai bonus.
Il n'y a cependant aucune valeur sûre sur les probabilités d'obtention d'un item illimité.

### Armes et Skill(Aptitude)
Un personnage est capable de porter trois armes et un skill (capacité). Il est obligatoire d'être équipé d'au moins une arme ET un Skill pour entrer en match.

#### Armes
Les armes de base s'achètent dans le PEN shop, mais elles sont également trouvables dans les AP et Premium shop. Les armes "spéciales" (ex. : Dragonnade, Toy Gun) ne sont disponibles qu'uniquement grâce aux capsules G's et I's.
On classe les armes en plusieurs types :

##### Corps à corps
Elles sont très puissantes (un seul coup peut suffire à tuer si le coup est bien placé) et possèdent chacune des attributs faisant leurs spécificités. À vous de trouver celle qui vous convient le mieux :
- Plasma Sword

La Plasma Sword est une épée longue, le clic gauche simple exécute un Light Cut, attaque basique de la Plasma Sword, un clic gauche prolongé exécute un Strong Cut, attaque plus puissante et un peu plus lente que le Light Cut qui occasionne un knockback à la victime.
La clic droit permet d'exécuter le Dash, une attaque  propulsant le joueur vers l'avant dont la charge occasionne des dégâts qui peut être suivie d'un Strong cut.
L'attaque aérienne (saut + clique gauche) de la Plasma Sword permet d'étourdir votre adversaire tout en lui infligeant des dégâts, elle peut être suivie d'un Strong Cut ou d'un Dash.
- Counter Sword

Cette arme est composée d'un bras mécanique et d'une lame, L'attaque aérienne de la Counter Sword permet une attaque en diagonale avec effet de zone, le Heavy Slash (clic gauche maintenu) est comme une espèce d'uppercut envoyant valser le(s) adversaire(s) situé(s) devant le lanceur. Le Light Slash est une attaque simple qui peut utilisée en Combo de 4 coups (le dernier coup du combo envoie la victime en arrière). Le clic droit enclenche le Revenge, une posture défensive bloquant les attaques frontales.
Seules les Jumps attack de la Plasma Sword, de la Storm Bat et du Breaker et le Heavy Slash du Counter Sword lui-même de ainsi que les attaques spéciales du Breaker et de la Twin Blade ne peuvent être contrées par le Revenge.
- Storm Bat

La Storm Bat est une arme lente mais destructrice, il est impératif de placer correctement son coup de batte car le personnage reste immobilisé environ 3 secondes après utilisation, temps largement suffisant pour vous tuer. Le coup normal permet de projeter assez loin votre adversaire, le clic droit permet de faire une tornade repoussante et dévastatrice dont les dégâts peuvent être augmentées si l'attaque est effectuée avec un bon timing. L'attaque aérienne a pour particularité d'infliger de lourds dégâts à la cible et même de la tuer en un coup.
- Twin Blade

La Twin Blade est une arme à double lame qui possède une caractéristique propre : son attaque spéciale (clic droit) repousse l'adversaire et vous fait reculer également, ce qui peut être utile d'un point de vue tactique. Son attaque spéciale Crash peut être chargée en maintenant le clic droit enfoncé. Le coup infligera alors plus de dommages, mais consomme des Sp. Le Slash (clic gauche) permet d'enchainer son adversaire. Son attaque sautée permet de faire reculer l'(les) adversaire(s) et vous recule vous-même, ce qui à donc effet de vous éloigner encore plus.
- Spy Dagger

La Spy Dagger est une puissante dague permettant de faire de nombreux dommages tel un assassin grâce à son clic droit en trois temps qui tue en un coup généralement si les 3 coups portent. Elle est aussi l'arme de corps-à-corps qui confère la plus grande mobilité bien qu'elle ne possède pas d'attaques aérienne spéciale.
Note : Depuis l'arrivée de l'extension "Iron Heart", il est possible d'obtenir la Spy Dagger (bonus+4) pour une durée de 30 jours et une version "training" illimitée pour tous les nouveaux comptes.
- Breaker

Le Breaker est un marteau géant qui a pour particularité d'effectuer des attaques de portée assez importante par rapport aux autres armes de corps à corps. D'un clic droit, le Breaker projette l'ennemi assez loin. Sa Jump Attack permet d'effectuer un coup dont la portée est plus grande parmi toute celle des autres armes de mêlée, et dont la puissance est moyenne ; cependant, cela ne touche pas les adversaires très proches. Son attaque spéciale effectue une grande frappe qui a une portée plus importante que la Jump Attack, et qui peut aussi toucher des adversaires se trouvant dans la zone de choc que produit ce coup. À noter aussi que ceci consomme des Sp et qu'elle est très lente à toucher le sol.
- Katana

Le Katana possède de nombreux coups différents. Assez maniable mais lent à la fin d'une attaque ratée. L'attaque normale peut être enchaînée par un combo de 4 coups moyennement puissants, parables par la Counter Sword. Si l'un des coups touche, il est difficile d'éviter les suivants. En maintenant le clic gauche, le katana lance un unique coup de puissance moyenne mais projetant assez loin. L'attaque spéciale (clic droit) fait reculer l'utilisateur et peut être dévastatrice si elle est chargée, est imparable mais consomme des SP. En l'air, l'attaque moulinet du katana est à peu près identique à l'attaque normale (mais avec 5 coups) et vous permet de rester plus longtemps en l'air. Elle est également parable par la Counter Sword.
- Lame Sigma

La Lame Sigma est une arme de corps à corps spéciale : elle possède 2 modes, le mode "arme légère" et "arme lourde". En mode arme légère, les attaques sont rapides mais peu puissantes. En mode arme lourde, les dégâts sont considérablement augmentés, mais la vitesse d'enchaînement est réduite. En mode arme lourde, la Sigma consomme continuellement des SP. Quel que soit son mode, tous les coups sont parables par la Counter Sword sauf l'onde de choc déclenchée par le passage du mode "arme légère" au mode "arme lourde". Ce passage se fait par le clic droit et repousse les ennemis à proximité.

##### Armes à feu
On regroupe ici toutes les armes à feu.
- Submachine Gun (Cat. Shooting Weapon)

Arme de feu basique de S4 League, dégâts corrects, précision moyenne et cadence de tir moyenne.
Arme de moyenne portée.
Elles contiennent un chargeur de 30 balles.
Note: Une Training Submachine (illimité) vous est offerte mais sa puissance est divisée par deux par rapport aux Submachines guns normales.
- Revolver (Cat. Shooting Weapon)

Malgré son chargeur de 7 balles de base, sa puissance est énorme (peut tuer en un coup si toutes les balles vont dans la tête). Il s'utilise à courte et moyenne portée.
Les balles partent en cercle et se séparent de plus en plus avec la distance.
Vous pouvez aussi noter que cette arme repousse l'adversaire.
- Air Gun (Cat. Shooting Weapon)

Il s'agit d'une arme expirant de l'air sous haute pression utilisée pour repousser l'ennemi à une distance proportionnelle au temps de charge du tir.
Arme de courte portée.
6 Balles par vies (soit 2 chargeurs dont un en réserve).
- Gauss Rifle (Cat. Heavy Weapon)

Assez puissant, il tire des rafales de balles, précis sur les 3 premières balles, imprécis par la suite.
Les balles partent du centre du viseur puis vont vers le haut cadence de tir moyen et chargeur de 25 balles.
- Heavy Machine Gun (Cat. Heavy Weapon)

Une arme lourde qui ralentit le joueur. Long au démarrage et à la recharge, mais envoie des rafales de balles. Chargeur de 100 balles.
Pattern en forme d'étoile.
- Hand Gun (Cat. Shooting Weapon)

Petite et légère, cette arme est assez faible sauf en coup critique avec une bonne précision. Tout comme le revolver, elle repousse l'adversaire. Offrant plus de mobilité au joueur qui sera plus rapide, cette arme est très utilisée par les Strikers.
- Burst Shotgun (Cat. Shooting Weapon)

Fusil à pompe : fonctionnement quasi identique au revolver avec une mobilité réduite. Moins puissante mais plus précise. Chargeur de 8 balles.
Patern aléatoire mais groupé.
- Homing Rifle (Cat. Shooting Weapon)

Cette arme a la particularité de tirer des balles autoguidées si la cible reste dans le cadran du viseur, l'autoguidage diminue avec la distance qui sépare la cible et l'utilisateur. Les dégâts sont moyens et vous ne possédez que 90 balles par "vies" (soit 3 chargeurs de 30 balles dont deux en réserves). Depuis l'arrivée de l'extension "Iron Heart", il est possible d'obtenir le Homming Rifle (bonus+4) pour une durée de 30 jours et une version "training" illimitée pour tous les nouveaux comptes. C'est une arme pour débutant.
- Spark Rifle (Cat. Shooting Weapon)

Cette arme a la particularité de tirer des balles autoguidées si la cible reste dans le cadran du viseur, l'autoguidage diminue avec la distance qui sépare la cible et l'utilisateur. Les dégâts sont moyens et vous ne possédez que 90 balles par "vies" (soit 3 chargeurs de 30 balles dont deux en réserves). Cette arme peut infliger des criticals aléatoires.
- Smash Rifle (Cat. Shooting Weapon)

Arme en forme de bouclier tirant des balles puissantes, rapides et précises. Doté d'un chargeur de 50 balles, il dispose aussi d'une attaque de contact pouvant repousser l'ennemi relativement loin.
- Semi Rifle (Cat. Shooting Weapon)

Sorte de petite mitraillette à cadence de tir élevée et d'un chargeur de 30 balles, elle dispose d'un viseur zoom X2 et le recul est relativement faible permettant des tirs précis.
- Rail Gun (Cat. Sniping Weapon)

Sorte de canon à rail, c'est l'arme de tir de précision absolu. Il possède un chargeur de 4 balles et d'un viseur zoom X4.
Ses tirs vont directement au centre du viseur et peuvent être chargés pour infliger beaucoup plus de dégâts qu'un tir simple.
- Canonnade (Cat. Sniping Weapon)

Deuxième arme de tir de précision de S4 League, sorte de canon chargeant un rayon de gravitation, elle dispose tout comme le Rail Gun d'un chargeur de 4 balles dont les tirs peuvent être chargés pour infliger plus de dégâts ainsi qu'un de viseur zoom X4.
Contrairement au Rail Gun, les tirs de la Canonnade ont un effet "soufflant de zone" qui repoussent la (ou les) victime(s) du centre d'explosion du tir.
Utile pour détruire des Blocks, Shield et groupes serrés.
- Assault Rifle (Cat. Shooting Weapon)

Fusil mitrailleur à balles limitées (90 soit 30/60), dispose d'une attaque de feu faible, à la cadence équivalente à celle du Smash Rifle et une précision moindre que les Submachine Gun.
- Turret (Cat. Heavy Weapon)

Mitrailleuse lourde proche de la Heavy Machine Gun, moins précise (pas de pattern déterminé) et moins puissante que cette dernière, elle dispose néanmoins d'un mode de tir stationnaire. Ce mode fixe le joueur au sol et ne peut pivoter que sur un angle de 150°. En revanche le mode stationnaire augmente grandement la précision de l'arme (Pas sa puissance, sa précision !). Chargeur de 100/200.
- Rescue Gun (Cat. Healing Weapon)

Cette arme tire des potions à portée moyenne qui peuvent être utilisées bien après leur envoi. Le point faible de l'arme réside dans le fait que les adversaires peuvent se servir des potions envoyées par le fusil. C'est cependant une arme très utile pour les joueurs chargés du soutien. Son chargeur assez grand est également un bon point. De plus, les potions tirées soignent en zone.
- Light Machine Gun (Cat. Heavy Weapon)

Ayant le même skin que le shockwave gun, c'est une arme lourde qui a la caractéristique suivante : plus on tire, plus l'arme devient précise. L'arme à des munitions limitées (600 soit 100/500) cette arme est très faible niveau dégâts.

##### Stationnaires
Elles se stationnent, s'installent. Limitées en balles, ou en installations.
- Sentry Gun

Tire dans un angle d'environ 160° dans la direction où elle a été posée. Puissante et repoussant, elle tire en rafale et possède une portée moyenne.
- Senty Nell

Tire dans un angle de 360°. Possède une faible portée, mais étourdit les cibles à portée. Elle est néanmoins bien moins réactive que la Sentry Gun.
Note : Les sentinelles ne tirent que sur les joueurs adverses. Elles n'essayent pas de détruire les Blocks des adversaires ou encore le décor.

##### Armes Mentales
Elles ont recours à l'énergie psychique (mais possèdent quand même un chargeur). Elles peuvent être utilisées à travers les obstacles et le rayon suit la cible la plus proche du viseur. Attention : faible portée.
- Mind Shock

Arme permettant de harceler sa cible, ne touche qu'une seule cible à la fois, dégâts plutôt faible mais ne nécessite pas de viser l'adversaire et régénère les HP de l'utilisateur (1HP par coup normal et 3HP par critical)
- Mind Energy

Soigne les alliés (un par un). Multipliez les coups critiques pour soigner plus vite ! Des points (Heal Assist) sont distribués si elle est bien utilisée.

##### Armes de Jet
- Mine Gun

Envoie des mines. Si un joueur heurte une mine avant qu'elle n'explose par elle-même, il perd des points de vie. Attention : cela s'applique aussi à vous. Les mines explosent en zone. Si une mine touche un adversaire lorsqu'elle est tirée avant qu'elle ne tombe au sol, elle explose et tue l'adversaire en un coup. Le chargeur ne contient qu'une mine, si bien qu'il faut recharger après chaque tir. Le joueur peut recharger au maximum 5 fois par vie.
- Earth Bomber

Envoie une bombe compressée d'énergie du feu. Cette bombe provoque une explosion de grande portée. Les dommages dépendent de la distance qui séparent la bombe de la (ou des) cible(s) (plus la cible est proche plus les dégâts sont importants). Attention : cela s'applique aussi à vous.
- Lightning Bomber

Envoie une bombe compressée d'énergie du tonnerre. Cette bombe provoque une explosion de grande portée et des dégâts aléatoires mais fixes. Ainsi, contrairement à la Earth Bomber, les dégâts ne dépendent pas de la distance. Attention : cela s'applique aussi à vous.
La Earth Bomber a un rayon plus grand mais ne touche pas haut alors que la Lightning Bomber touche relativement haut mais pas très loin du centre du diamètre.

#### Skill(Aptitude)
Communément appelés Skills, ils ont des effets différents. Ils peuvent être Actifs ou Passifs. Un Skill actif consomme des SP et doit être déclenché par l'utilisateur (Maj), un Skill passif s'enclenche automatiquement à chaque Respawn et ne consomme pas de SP.
- HP Mastery (passif)

Augmente la base de HP de 30 à son porteur.
Note: Une version moins puissante de ce Skill (+15 HP) vous est offerte de manière permanente.
- Skill Mastery (passif)

Augmente la base de SP de 40 à son porteur.
- Dual Mastery (passif/spécial)

Augmente la base de HP de 20 et la base de SP de 20 à son porteur. Non achetable en boutique, ce skill ne peut être obtenu que lors d'évènements officiels.
- Dual Mastery UNIQUE (passif/spécial)

Augmente la base de HP de 25 et la base de SP de 25 à son porteur. Non achetable en boutique, ce skill ne peut être obtenu que lors d'évènements officiels.
- Detect (passif)

Repère tous les joueurs à proximité, même s'ils sont hors de vue ou invisibles.
- Anchoring (actif)

Sort un grappin de nulle part pour vous déplacer plus vite à l'endroit ciblé, même s'il est en hauteur. Attention : ce skill possède une portée moyenne.
- Invisible (actif)

Rend le personnage transparent dans un premier temps, puis entièrement invisible. Attention : il consomme continuellement des SP. Notez bien que même sans le skill Detect, vos adversaires peuvent vous voir (ils voient une anomalie dans le décor tel un reflet se déplacer)si vous bougez.
- Shield (actif)

Génère un champ de force pour bloquer les tirs ennemis. Attention: il consomme continuellement des SP, et (ce encore plus s'il arrête des balles ennemis), ne bloque pas les corps à corps et ne protège qu'en face de soi. La cannonade et le Mind shock traversent le Shield.
- Flying (actif)

De belles ailes poussent dans le dos de l'utilisateur pour lui permettre de se déplacer dans les airs. Attention: il consomme continuellement des SP et la vitesse de déplacement est lente ainsi que si vous vous faites tirer dessus, vos SP descendront plus vite! (3-4 balles suffisent pour vider votre barre). C'est le seul pouvoir permettant à son utilisateur de planer dans les airs.
- Block (actif)

Fait surgir un mur du néant pour bloquer vos adversaires. Il possède autant de vie que le joueur au moment où il l'a posé. Peut être invoqué dans les airs.
- Bind (actif)

Invoque instantanément des chaînes bloquant la cible sur place pendant 3 secondes, une fois la cible enchaînée ce skill n'est réutilisable qu'après 5 secondes.
- Metalic (actif)

Devenez le Surfeur d'argent l'espace d'un instant : 50 % des dégâts reçus sont renvoyés et vous regagnez 3 HP par seconde (après les 2 premières secondes indivisibles). Attention : il consomme continuellement des SP et vous ne pouvez pas vous déplacer pendant son utilisation.Votre défense est aussi décuplée pendant son utilisation.

### Objets
Il y a plusieurs sortes d'objets dans S4 League. Ils peuvent être gagnés, achetés ou reçus lors d'évènements. Pour les armes et les skills, voir ci-dessus.

#### Vêtements
Vendus dans les boutiques Premium, AP Shop et PEN Shop, ce sont des habits dont l'on s'équipe pour changer l'apparence du personnage et profiter de leurs bonus. Il y a plusieurs catégories de vêtements : Cheveux, Visage, Haut, Bas, Gants, Chaussures et Accessoires.

#### Capsules
Achetables à l'unité ou par packs de 3, 7, 15 ou 50 en AP (G's Capsules) ou à l'unité avec des PEN (I's Capsules) dans le Home Shop, ils donnent à chaque utilisation :
1. Un (des) équipement(s) permanent(s) OU de 1 à 2 coupons selon la capsule achetée.
2. Un (des) équipement(s) de durée aléatoire OU un eSper Chip
3. Entre 300 et 100 000 PEN

#### Sets
Vous pouvez acheter des sets (en AP) dans le Home Shop. Chaque set vous donne plusieurs objets dépendant de son type.
- Costume Set

Ce set vous offre une panoplie entière (tous les vêtements du style choisi)
- Beginner Set

Adapté aux débutants, ce set n'est disponible qu'avant le niveau 5. Il contient 3 armes et 1 skill adaptés pour l'apprentissage et les débuts dans le jeu.
- Touchdown Set

C'est un regroupement de 4 sets dont le contenu (3 armes + 1 skill) diffère selon la position adoptée sur le terrain en mode Touchdown.

#### eSper Chip
Ils peuvent être obtenus Dans le Random shop pour 50 coupons. Comme les armes, leur durée est aléatoire. Pour l'utiliser, il suffit de l'insérer dans une arme ou un vêtement. L'effet de eSper Chip sera alors appliqué lorsque l'arme ou le vêtement est utilisé.

#### Force Pack
C'est tout simplement un équipement en version améliorée qui peut posséder une apparence différente et plusieurs bonus d'attaque, de défense et/ou de déplacement impossibles à obtenir autrement. On les obtient aléatoirement dans les G's ou I's Capsules.

### Différentes saisons
Il y a eu différentes saisons sur S4 league, chacune accompagnée de nouveaux ajouts in game, d'un nouvel écran de chargement et d'un trailer explosif.
Les neuf saisons:
1- [Dark Lightning]
Date: 2011, trois ans après la sortie du jeu.
2- [Iron Eyes]
Date: 2011. Elle rajoutait pas mal de nouveautés, et nous "emportait au monde du métal".
3- [Blade]
Date: 2012. On pouvait voir de nouvelles maps, et de nouvelles armes, avec également quelques events.
4- [Alice]
Date: 2012. Elle est la préférée de beaucoup de joueurs. Trois maps ont vu le jour: Spade-A (DM), Wonderland (TD) et Alice house (Chaser)
5- [Wonderland]
Date: 2013. Ajout du mode conquête et de la map Construction (DM)
6- [Treasure Hunter]
Date: 2013. Deux nouvelles maps: Treasure (DM) et Grave (Chaser). Elle a également rajouté trois armes: un nouveau sniper, une faux et également les doubles revolvers.
7- [Cyborgs]
Date: 2014. Elle dévoilera deux nouvelles maps : Ice Square (TD) et BioLab (DM). Sur ces deux nouvelles maps seront rajoutées des zones de dommages (Pics et Poison).
Nouvelle arme : les Iron Boots, des bottes de combat (arme de corps à corps).
Les rooms « Random » autrement dit « aléatoires » seront de la partie, au moment de commencer une partie, le jeu choisira aléatoirement un mode, et une map. C'est l'une des mises à jour apportant le plus de contenu à ce jour.
8- [Neo Netsphere]
Date : 2014. Nouvelles maps et sets
9- [Union]
Date: 2015. Nouveaux sets
10- [Glitch] 
Date: 2016. Nouveaux sets
Après celle-ci, il n'eut plus de saison. Les seules mises à jour étant de nouveaux costumes (set) pour son personnage dans la boutique et l'ajout de nouveaux design d'armes existant déjà. Des corrections techniques sont aussi effectuées régulièrement.